# Обије (Француска)
Обије (фр. Aubiet) насеље је и општина у јужној Француској у региону Миди Пирене, у департману Жерс која припада префектури Ош.
По подацима из 2011. године у општини је живело 1127 становника, а густина насељености је износила 28,93 становника/km². Општина се простире на површини од 38,96 km². Налази се на средњој надморској висини од 150 метара (максималној 233 m, а минималној 138 m).

## Демографија
| 1962. | 1968. | 1975. | 1982. | 1990. | 1999. | 2011. |
| ----- | ----- | ----- | ----- | ----- | ----- | ----- |
| 960   | 971   | 880   | 911   | 1.019 | 1.001 | 1.127 |

График промене броја становника у току последњих година